# مرزوق الغانم
مرزوق علي محمد ثنيان الغانم (مواليد 3 نوفمبر 1968) سياسي كويتي ، رئيس مجلس الأمة الأسبق خلال الفترة 6 أغسطس 2013 حتى 1 مايو 2023 وكان عضو مجلس الأمة خلال الفترة 20 يونيو 2023 حتى 15 فبراير 2024 وكان سابقاً عضو مجلس الأمة خلال الفترة 12 يوليو 2006 حتى 7 أكتوبر 2012. وكما كان سابقاً عضواً في البرلمان العربي الانتقالي. وهو متزوج وأب ولديه 4 أبناء.

## عن حياته
ولد مرزوق الغانم في 3 نوفمبر 1968 ، والده هو رجل الأعمال علي ثنيان الغانم رئيس مجلس إدارة غرفة تجارة وصناعة الكويت السابق ووالدته فايزة محمد الخرافي مديرة جامعة الكويت السابقة وخاله هو رئيس مجلس الأمة الأسبق جاسم محمد الخرافي وهو متزوج وأب لثلاثة أولاد.
حصل على بكالوريوس هندسة ميكانيكية بامتياز مع مرتبة الشرف - جامعة سياتل، الولايات المتحدة الأمريكية.
عمل في شركة بوبيان للبتروكيماويات قبل انتخابه في مجلس الأمة عام 2006

### المجال الرياضي
شغل منصب رئيس مجلس إدارة نادي الكويت خلال الفترة 2002 حتى 2008 وحقق معهم العديد من الألقاب. وكان قبل ذالك رئيساً للجهاز الإداري في النادي. وأضاف الكثير للشارع الرياضي في الكويت حيث ساهم كرئيس لجنه الشباب والرياضى بتطبيق الاحتراف الجزئي في دولة الكويت وهو الان الرئيس الفخري لنادي الكويت وشقيقه خالد الغانم رئيس النادي.
```
[
6
]
```

### مجلس الأمة
ترشح لانتخابات مجلس الأمة 2006 عن الدائرة الثانية وفاز في الانتخابات بعد حصوله على المركز الأول ب2,223 صوتاً.
وترشح لانتخابات مجلس الأمة 2008 عن الدائرة الثانية وفاز في الانتخابات بعد حصوله على المركز الأول ب10878 صوتاً.
وترشح لانتخابات مجلس الأمة 2009 عن الدائرة الثانية وفاز في الانتخابات بعد حصوله على المركز الأول ب7596 صوتاً.
وترشح لانتخابات مجلس الأمة (فبراير 2012) التي تم بطلانها من قبل المحكمة الدستورية عن الدائرة الثانية وفاز في الانتخابات بعد حصوله على المركز الخامس ب5667 صوتاً.
وترشح لانتخابات مجلس الأمة 2013 عن الدائرة الثانية وفاز في الانتخابات بعد حصوله على المركز الأول ب3170 صوتاً وفي يوم الثلاثاء 6 أغسطس 2013 أنتخب رئيساً لمجلس الأمة بعد حصوله على 36 صوت مقابل 18 صوت لعلي الراشد و8 أصوات لروضان الروضان وذالك خلال الجلسة الأولى للمجلس.
وترشح لانتخابات مجلس الأمة 2016 عن الدائرة الثانية وفاز في الانتخابات بعد حصوله على المركز الأول ب4119 صوتاً ، وفي يوم الأحد 11 دبسمبر 2016 أنتخب رئيساً لمجلس الأمة بعد حصوله على 48 صوت مقابل 9 أصوات لعبدالله الرومي و8 أصوات لشعيب المويزري وذالك خلال الجلسة الأولى للمجلس.
وترشح لانتخابات مجلس الأمة 2020 عن الدائرة الثانية وفاز في الانتخابات بعد حصوله على المركز الأول ب5179 صوتاً ، وفي يوم الثلاثاء 15 ديسمبر 2020 أنتخب رئيساً لمجلس الأمة بعد حصوله على 33 صوتاً مقابل 28 صوتاً لبدر الحميدي وذالك خلال الجلسة الأولى للمجلس وشغل المنصب حتى حل المجلس في 1 مايو 2023.
وترشح لانتخابات مجلس الأمة 2023 عن الدائرة الثانية وفاز في الانتخابات بعد حصوله على المركز الأول ب6,661 صوتاً.
وترشح لانتخابات مجلس الأمة 2024 عن الدائرة الثانية وفاز في الانتخابات بعد حصوله على المركز الأول ب8,295 صوتاً ولكن لم ينعقد المجلس حيث صدر أمر أميري في 10 مايو 2024 بحل المجلس وتعليق العمل ببعض مواد الدستور.

## مهاجمة الوفد الإسرائيلي
في أكتوبر 2017، وأثناء جلسة المؤتمر الـ137 للاتحاد البرلماني الدولي بمدينة سانت بطرسبرغ الروسية، هاجم مرزوق الغانم الوفد الإسرائيلي المشارك حيث خاطبهم بغضب وهو يلوح بيده لطردهم من القاعة، قائلًا:
" أقول للمحتل الغاصب إن لم تستحِ فافعل ما شئت .. عليك أيها المحتل الغاصب أن تحمل حقائبك وتخرج من القاعة بعد أن رأيت ردة فعل برلمانات العالم "

##### وأضاف "الغانم" بصوت عال:
" اخرج من القاعة إن كان لديك ذرة من الكرامة.. يا محتل يا قتلة الأطفال "

## الغزو و المقاومة الكويتية
عندما حدث الغزو العراقي على دولة الكويت عام 1990م كان مرزوق الغانم يدرس في الولايات المتحدة الامريكية وعندما علم بالخبر ذهب الى الرياض ثم إنتقل الى الكويت و شارك مع المقاومة الكويتية الى نهاية الغزو، وهناك مقطع فيديو شهير لمزروق الغانم بعد تحرير الكويت يرحب بالمواطنين العائدين الى الكويت.

## أستجواب أحمد الفهد
في عام 2011 قدم النائب مرزوق الغانم و النائب عادل الصرعاوي استجواباً لأحمد الفهد عندماً كان نائبًا لرئيس مجلس الوزراء ووزير الدولة لشؤون الإسكان ووزير دولة لشؤون التنمية ، و تم احالة الاستجواب الى التشريعية بطلب من أحمد الفهد بعد موافقة غالبية النواب ، و التشريعية أقرت بدستورية استجواب أحمد الفهد وقام أحمد الفهد بالاستقالة.

## العائلة
والده رجل الأعمال علي ثنيان الغانم ووالدته الدكتورة فايزة الخرافي وخاله رئيس مجلس الأمة الأسبق جاسم محمد الخرافي وعمه رئيس المجلس التأسيسي الكويتي عبد اللطيف محمد الغانم. ولديه اربع من الأخوان منهم:
- فهد الغانم (يعمل في إدارة الأعمال، ويترأس مجلس إدارة أولاد علي الغانم للسيارات)
- خالد الغانم (رجل أعمال ، و رئيس مجلس إدارة نادي الكويت)

و متزوج من هبة المشاري ، ولهما من الأبناء منهم:
- علي مرزوق الغانم.
- عبدالعزيز مرزوق الغانم.
- خالد مرزوق الغانم.[8]

## دوره في مجلس الأمة
منذ عضويته في المجلس عام 2006، أصبح رئيسًا للجنة الشباب والرياضة في المجلس، وعضوًا في اللجنة المالية والاقتصادية، وعضو لجنة حماية المال العام، وحتى رئاسته للمجلس منذ عام 2013.

### مواقفه في مجلس الأمة

#### مجلس الأمة 2006
| الكتلة                                                                  | العمل الوطني                                   |
| طلب إيقاف الشيخ محمد عبد الله المبارك الصباح عن رئاسة جهاز خدمة المواطن | ممتنع                                          |
| طلب إسقاط القروض                                                        | رفض الطلب                                      |
| استجواب الشيخ أحمد عبد الله الأحمد الصباح وزير الصحة                    | لم يتخذ موقف رسمي - استقالة الحكومة قبل الجلسة |
| إحالة قضية الفحم المكلسن إلى ديوان المحاسبة                             | مؤيد                                           |
| طلب طرح الثقة بالوزير علي الجراح الصباح وزير النفط                      | مؤيد                                           |

#### مجلس الأمة 2008
| الكتل                                                                          | محافظ مستقل                                |
| اللجان                                                                         | الخطاب الأميري - المالية - الشباب والرياضة |
| قانون صندوق المعسرين                                                           | موافق                                      |
| الموازنة العامة للدولة                                                         | موافق                                      |
| قانون ضمان الودائع البنكية                                                     | مؤيد                                       |
| إعادة تشكيل اللجان المؤقتة                                                     | غير موجود                                  |
| تقرير اللجنة المالية الرافض لإقامة الدواوين                                    | موافق                                      |
| مقترح الحركة الدستورية الإسلامية في التحقيق في الشراكة مع داو والمصفاة الرابعة | موافق                                      |
| التحقيق في عمل فريق الإزالات                                                   | رافض                                       |
| مقترح اللجنة الثلاثية في التحقيق في داو والمصفاة الرابعة                       | موافق                                      |

#### مجلس الأمة 2016
| استجواب الوزيرة هند الصبيح (يناير 2018)                  | ضد الاستجواب |
| استجواب الوزير بخيت الرشيدي (2018)                       | ضد الاستجواب |
| استجواب الوزيرة هند الصبيح (مايو 2018)                   | ضد الاستجواب |
| استجواب الوزير خالد الروضان (2019)                       | ضد الاستجواب |
| استجواب الوزير محمد الجبري (2019)                        | ضد الاستجواب |
| استجواب الوزير نايف الحجرف (2019)                        | ضد الاستجواب |
| استجواب الوزير براك الشيتان (2020)                       | ممتنع        |
| استجواب الوزير أنس الصالح (أغسطس 2020)                   | ضد الاستجواب |
| استجواب الوزير سعود هلال الحربي (أغسطس 2020)             | ضد الاستجواب |
| استجواب الوزير سعود هلال الحربي (سبتمبر 2020)            | ضد الاستجواب |
| استجواب الوزير أنس الصالح (سبتمبر 2020)                  | ضد الاستجواب |
| تصويت فتح باب ما يستجد من أعمال (تعديل النظام الانتخابي) | ممتنع        |

### مجلس الأمة 2020
أصدر مركز اتجاهات للدراسات والبحوث تقريرًا عن أداء مرزوق الغانم في مجلس الأمة 2020، لم يستخدم أداة الاستجواب بتاتًا، ولم يتقدم بأي سؤال برلماني خلال دوري الإنعقاد، لم يتقدم بأي مقترحات برغبة، قدم 6 مقترحات بقانون.
| استجواب الوزير حمد جابر العلي (يناير 2022)    | ضد الاستجواب |
| استجواب الوزير أحمد ناصر الصباح (فبراير 2022) | ضد الاستجواب |
| استجواب الوزير علي حسين الموسى (مارس 2022)    | ضد الاستجواب |
| رفع الحصانة عن النائب شعيب المويزري           | موافق        |
| رفع الحصانة عن النائب محمد المطير             | موافق        |
| رفع الحصانة عن النائب ثامر السويط             | موافق        |
| رفع الحصانة عن النائب خالد مؤنس العتيبي       | موافق        |
|                                               |              |

## معرض الصور

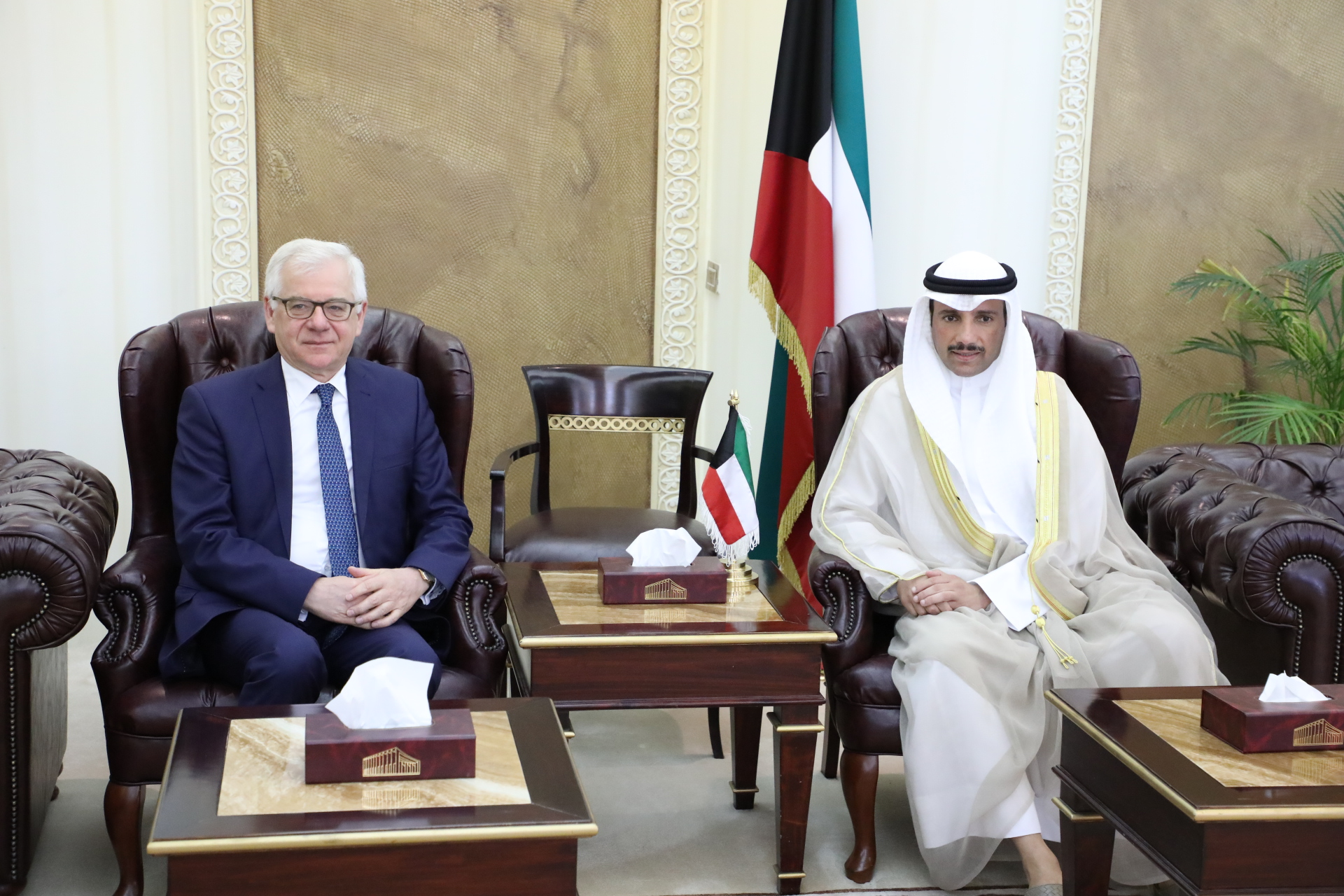
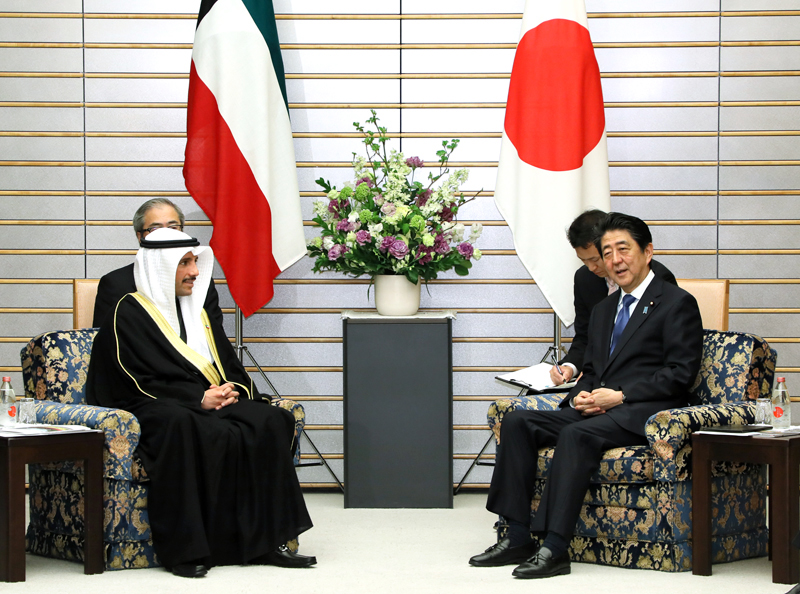
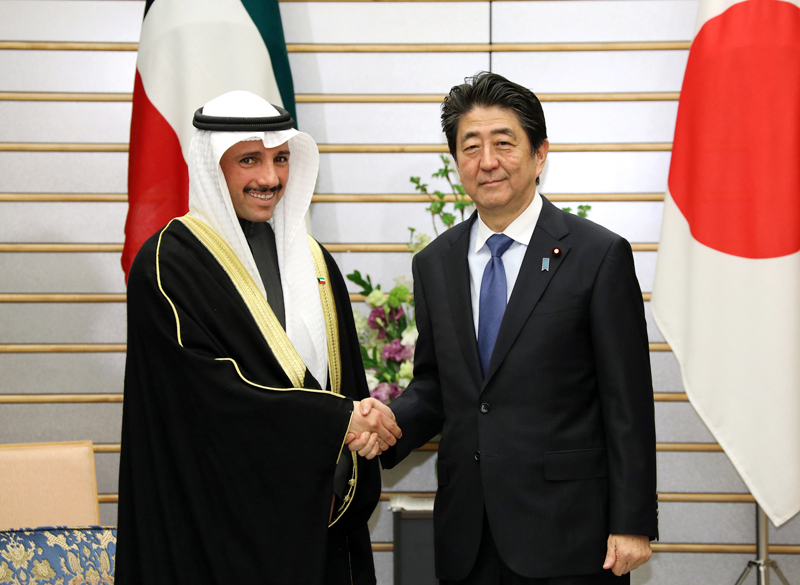
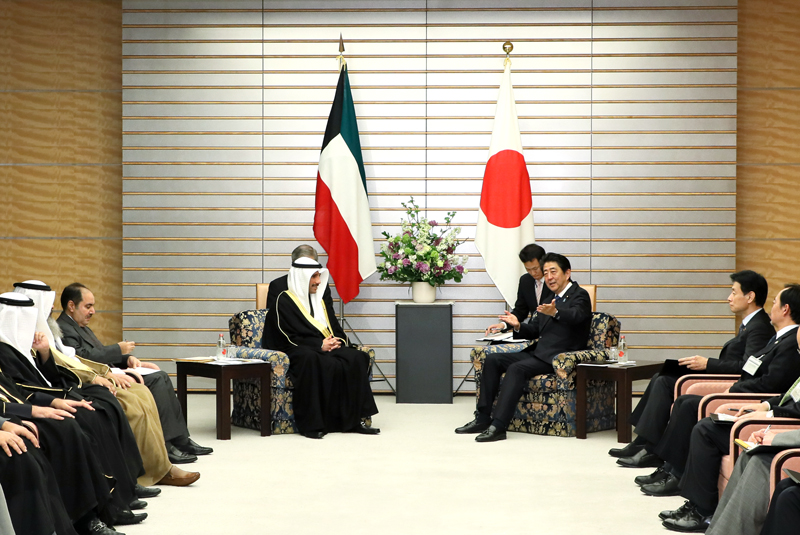
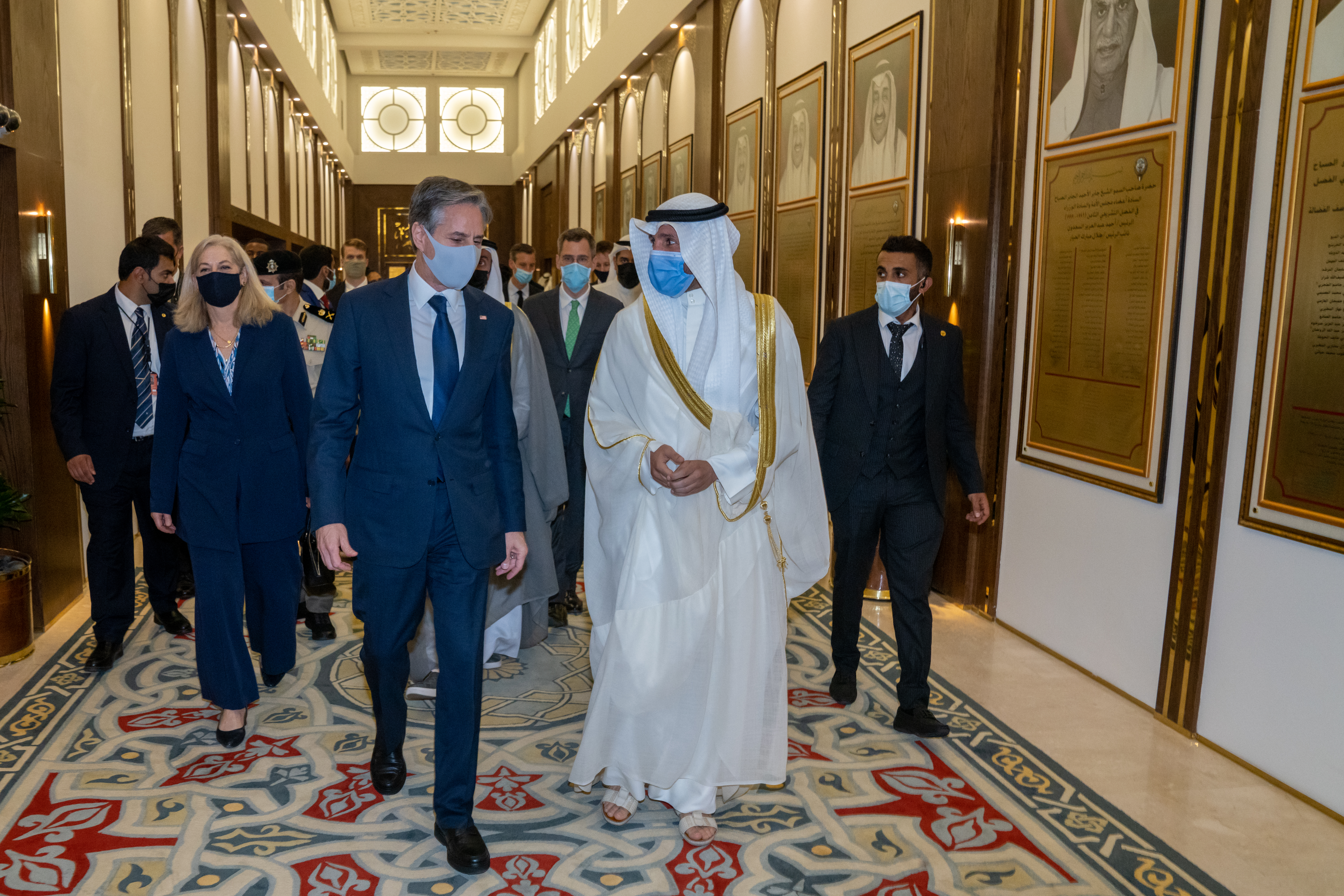
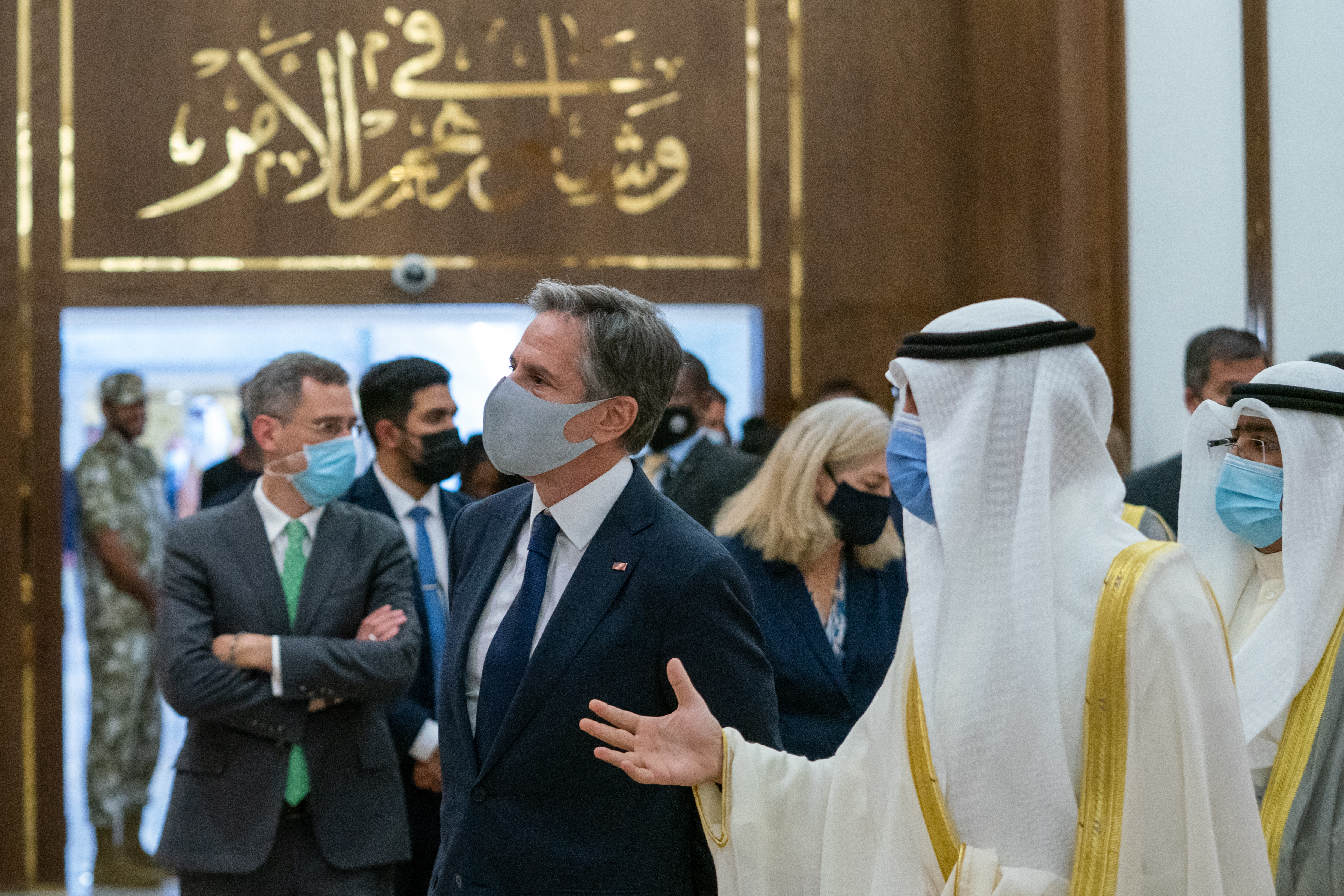
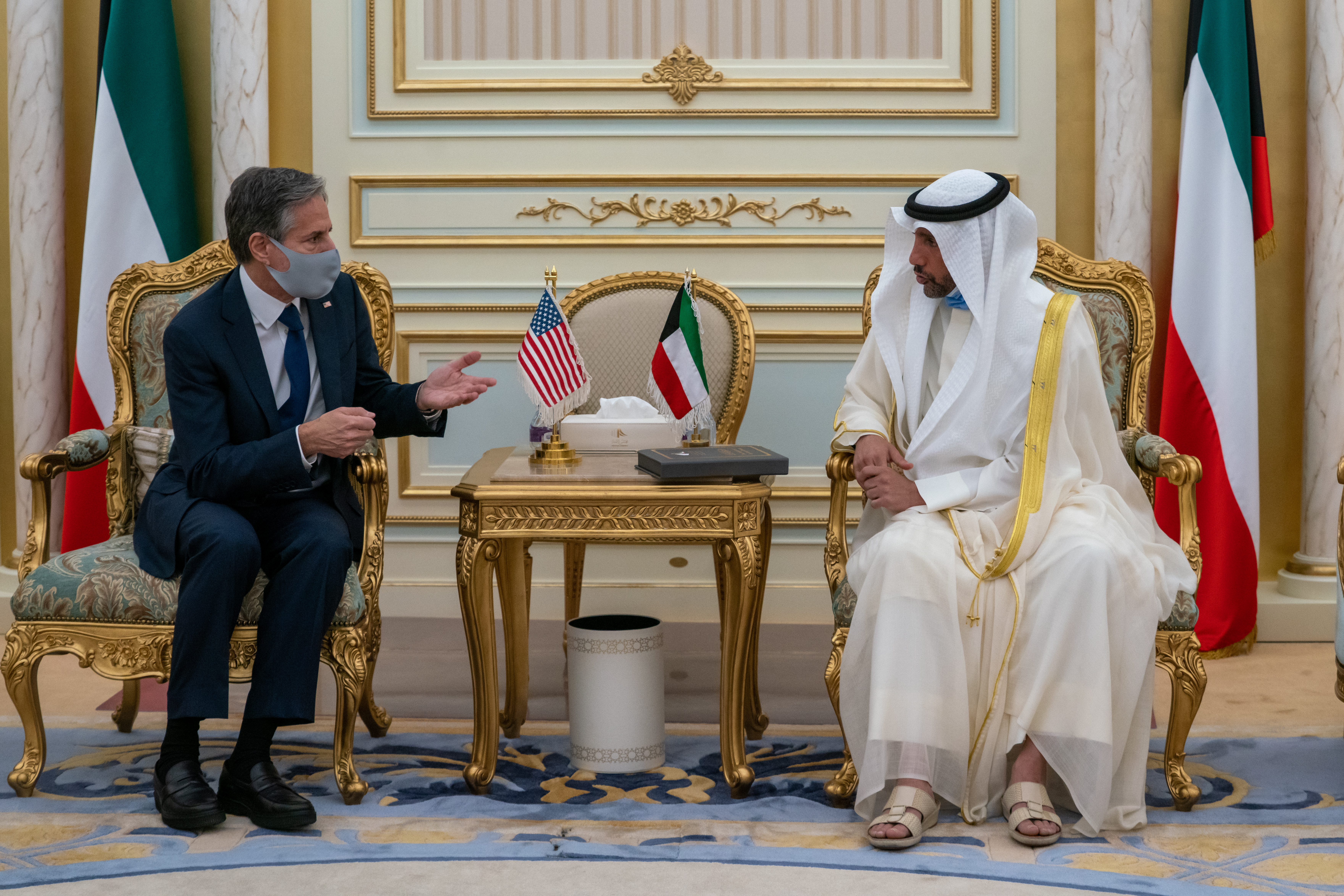
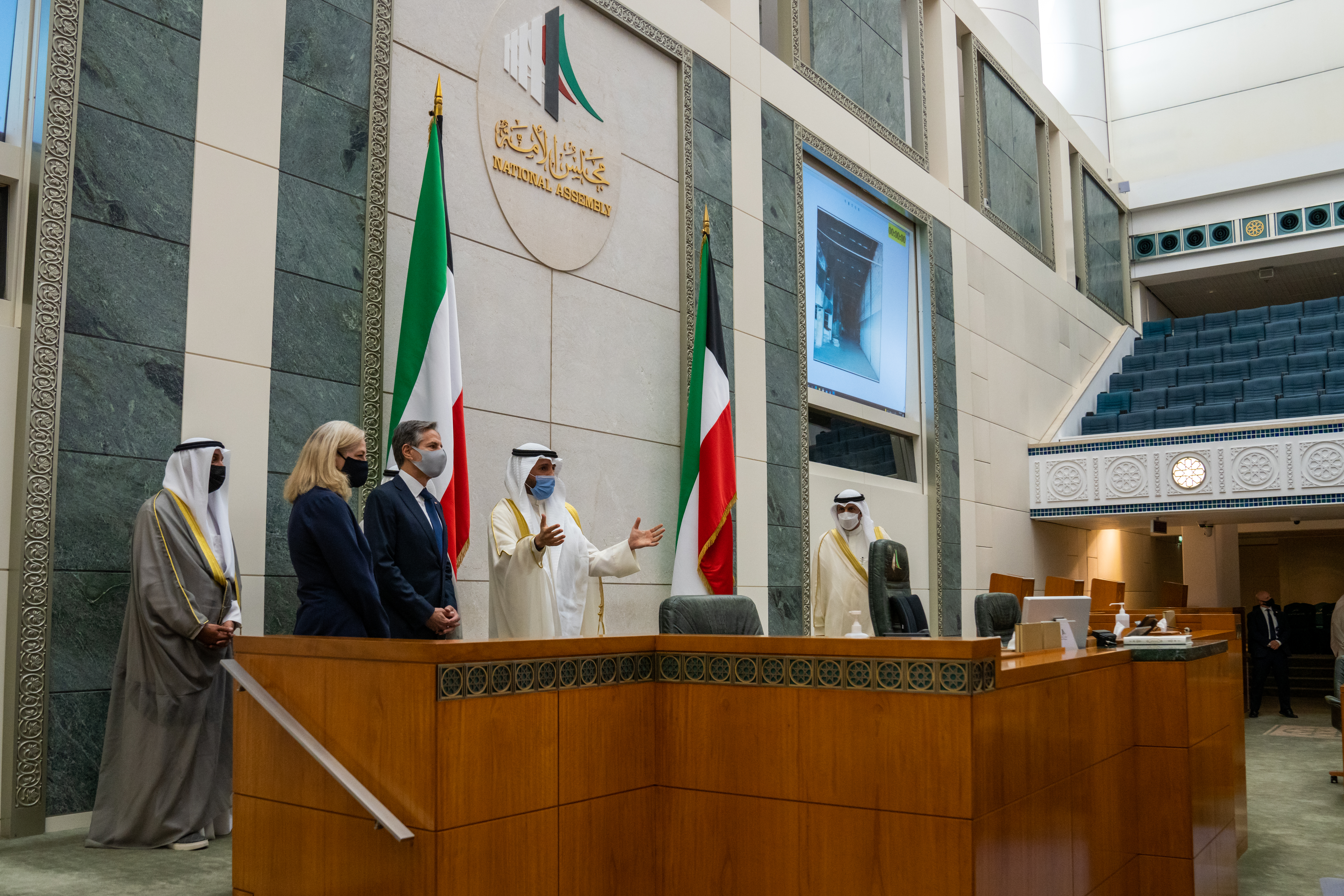
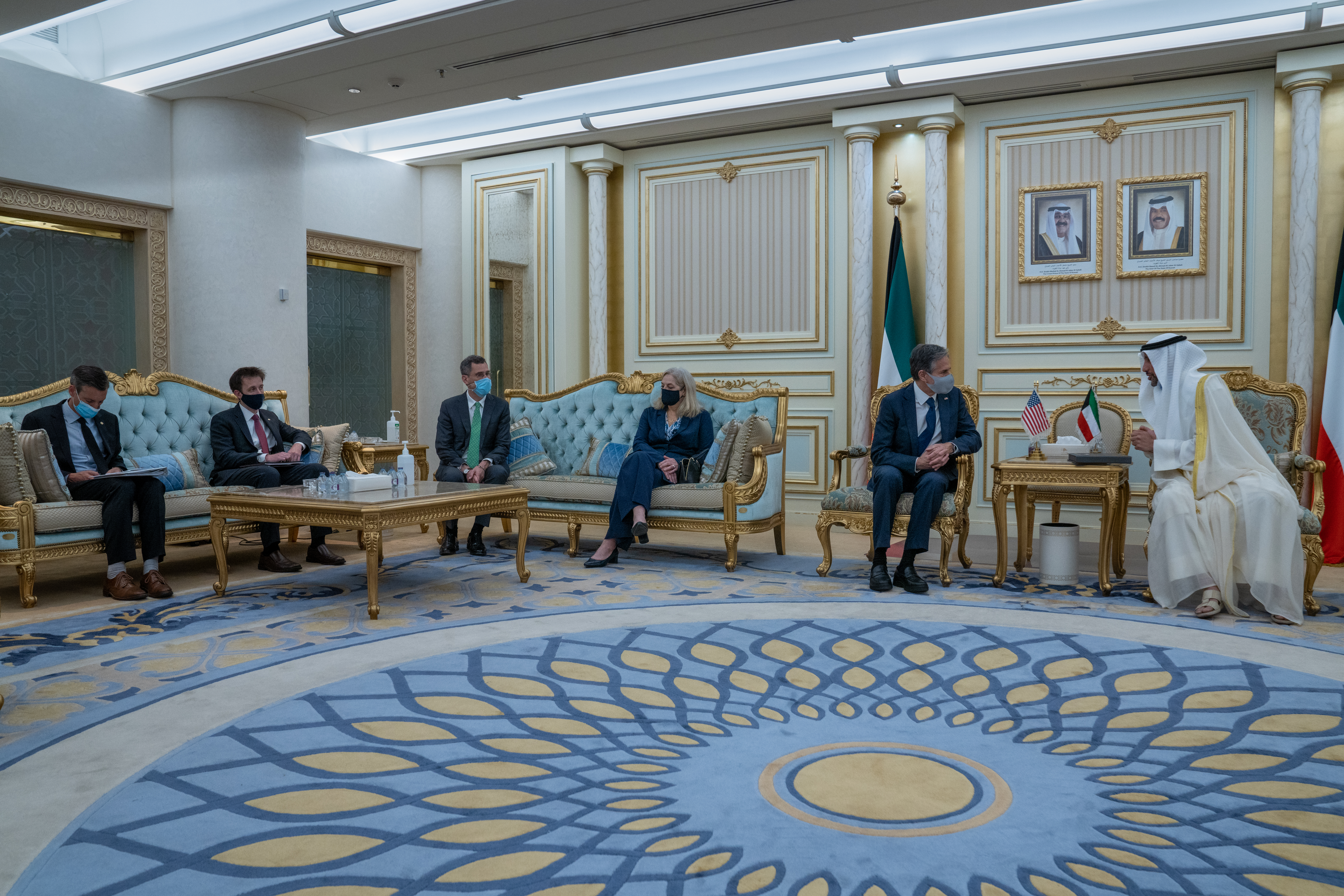
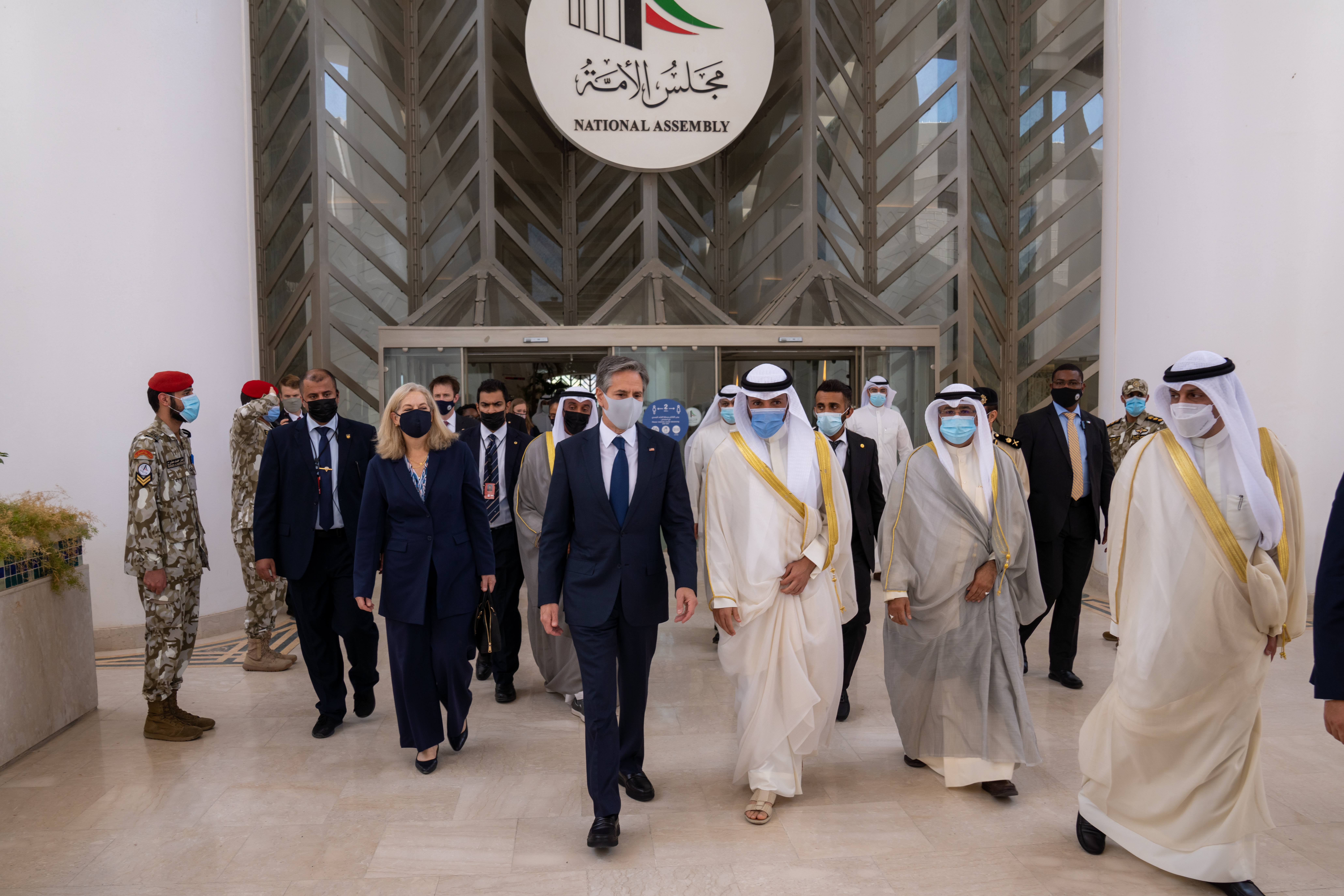
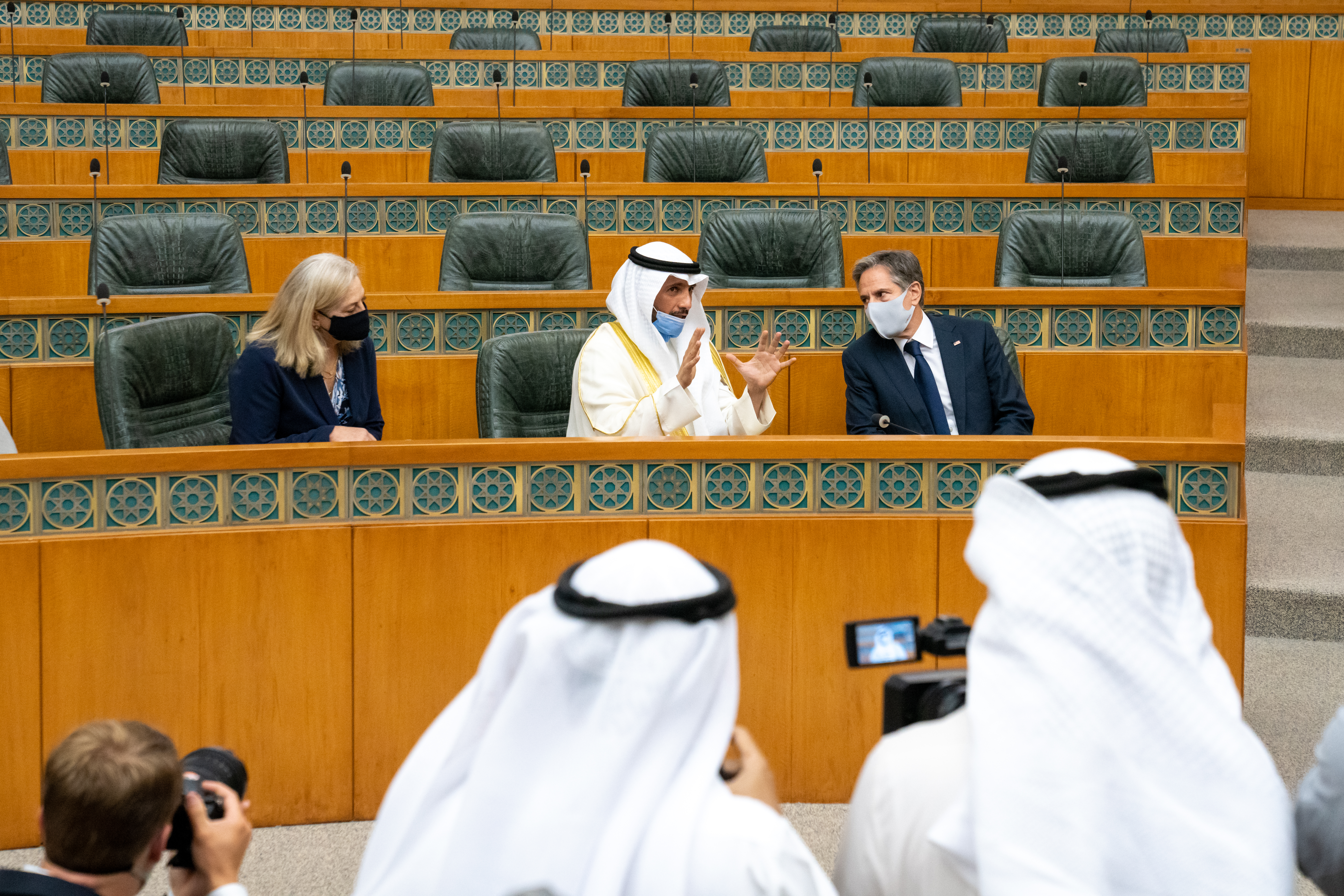
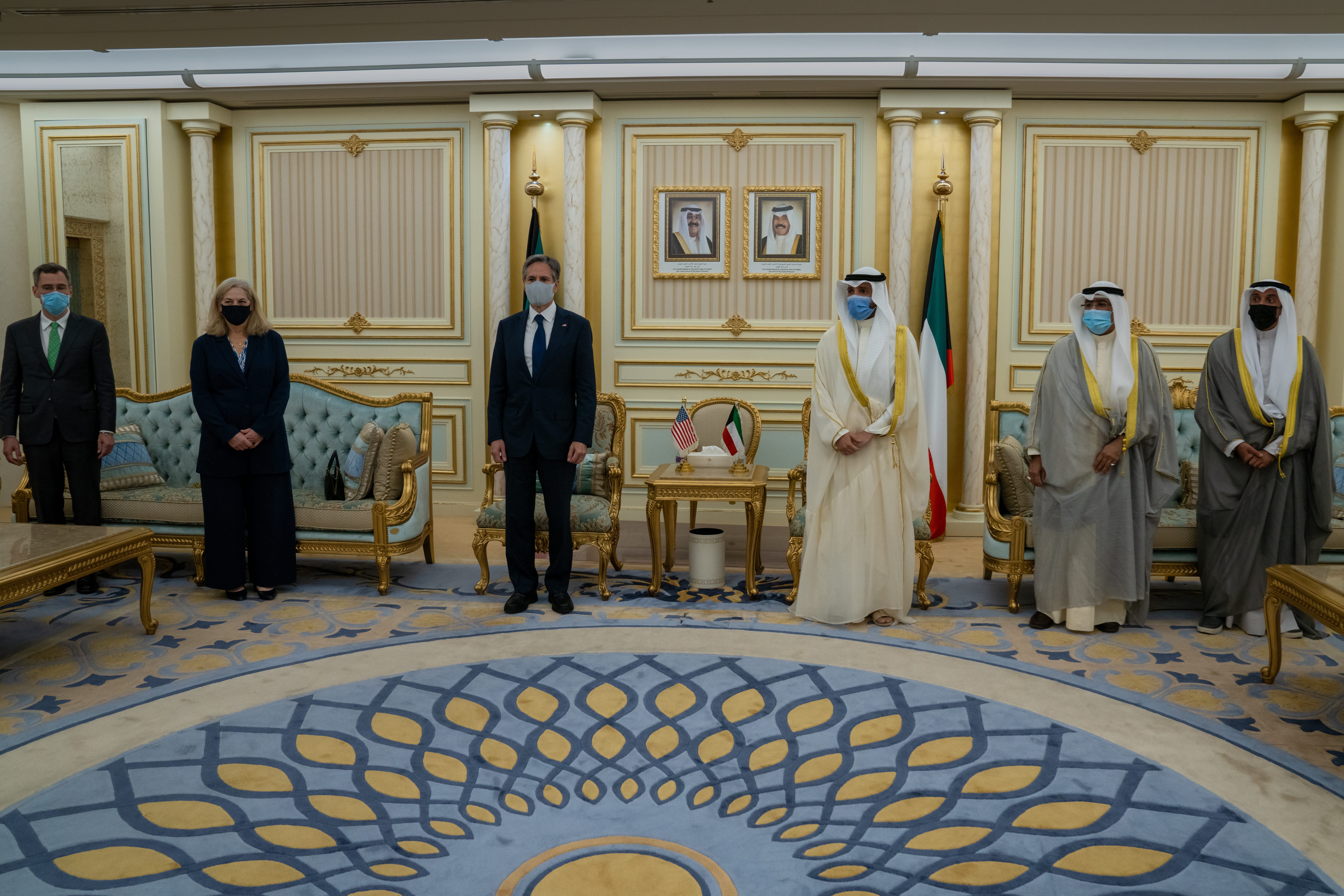
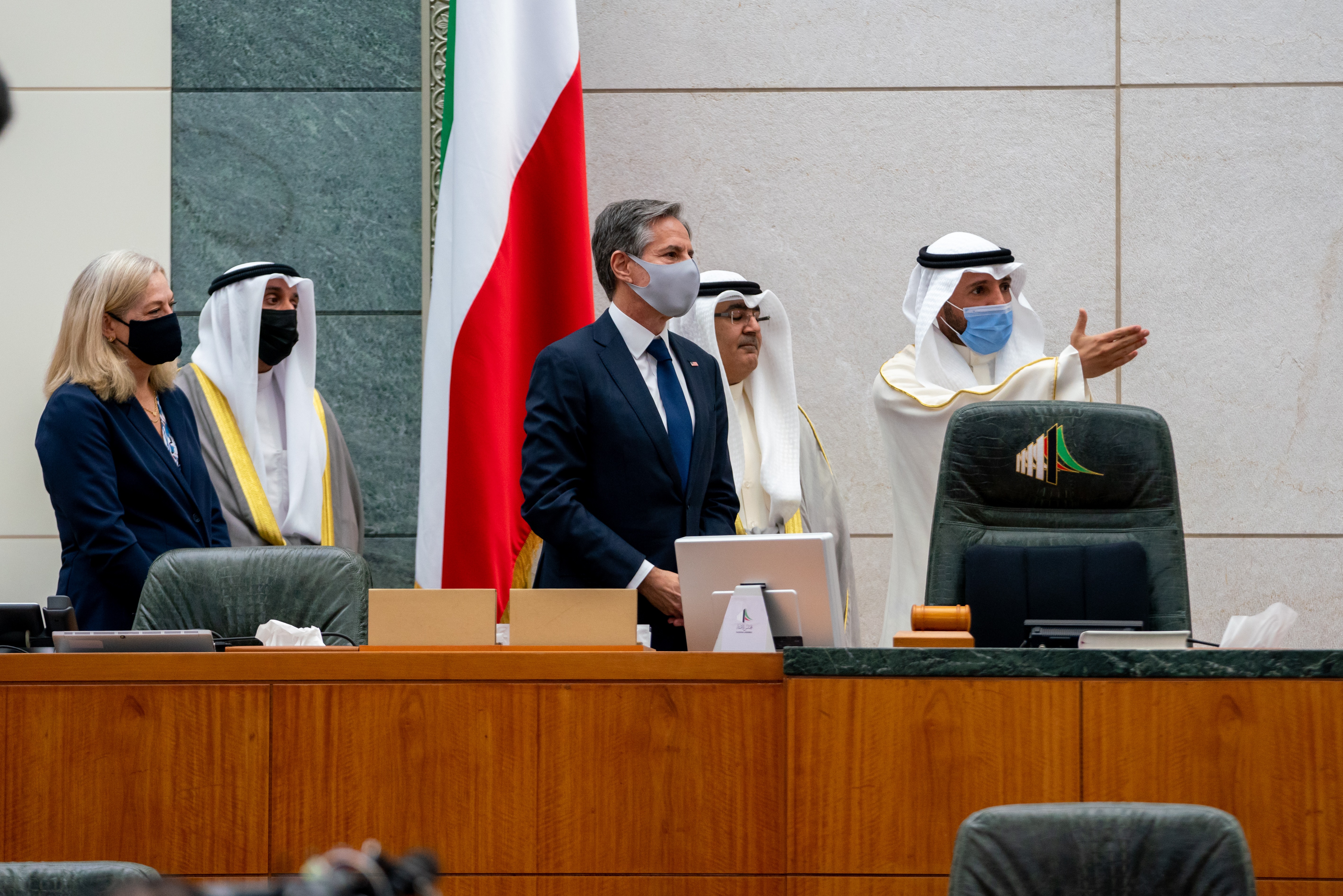
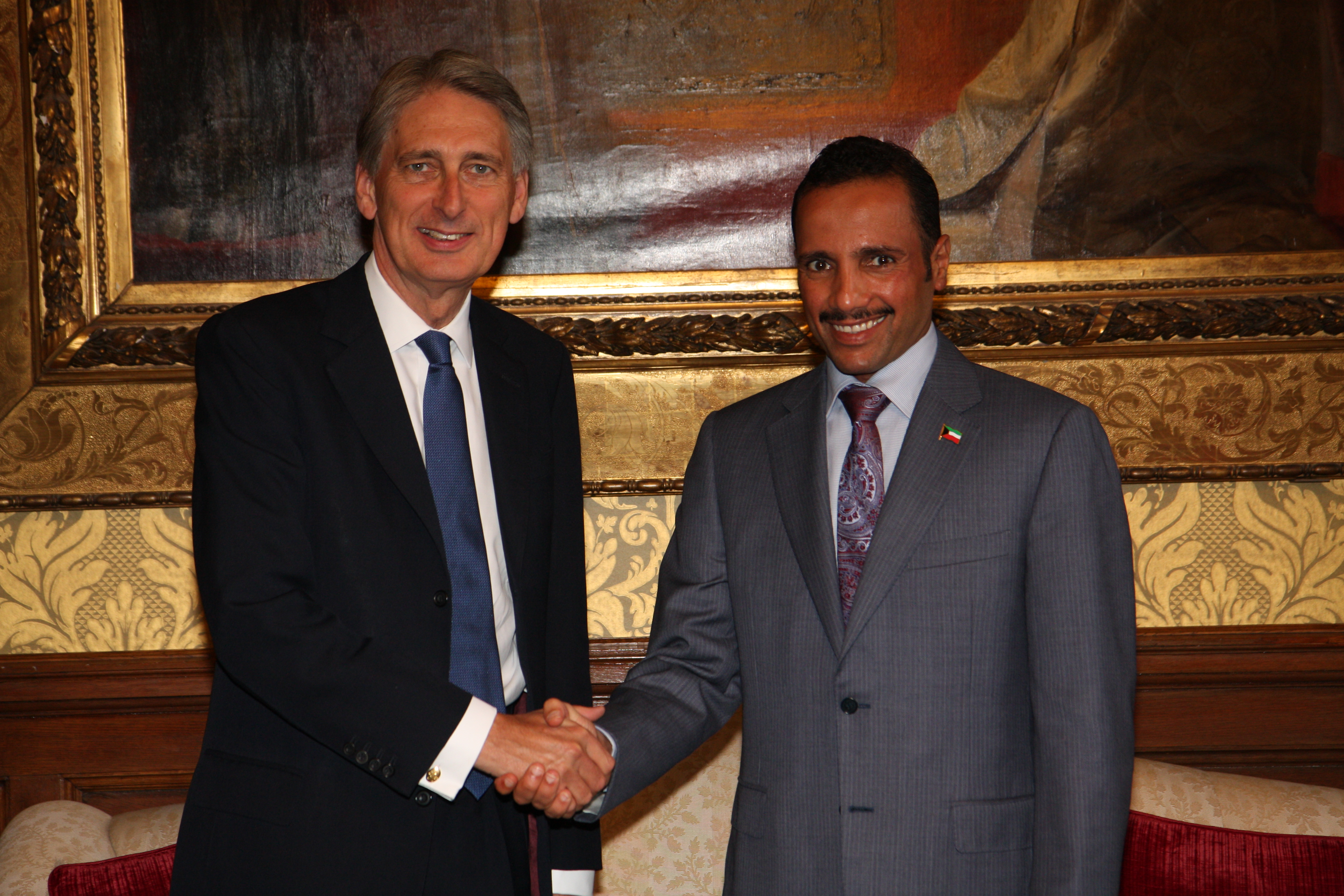

## تكريم
أسمت بلدية مدينة سلفيت الفلسطينية في شمال غرب الضفة الغربية أحد شوارعها المُقابلة لبرج عسكري إسرائيلي باسم مرزوق الغانم، وأنشئت ساريات أعلام رُفع على إحدها العلم الكويتي.